# Метрополітени України
Метрополітени України — системи ліній позавуличного міського транспорту в Україні. До них належать метрополітени у містах: Київ, Харків, Кривий Ріг і Дніпро.

## Історія українського метро
У Києві ідея підземної залізниці вперше виникла у 1884 році, коли було розглянуто проєкт дороги під землею. Цей проєкт передбачав проведення тунелів від пристані на Дніпрі до залізничного вокзалу через Поштову площу і Бессарабку. Проєкт було відхилено депутатами міської Київської Управи.
Другий проєкт метрополітену в Києві запропоновано у 1916 році Російсько-Американською Торговою Палатою, яку представляв інженер Ілля Мочал. Цей проєкт також не прийняла міська влада Києва.
Третій проєкт обговорювався в Уряді Гетьмана Української держави Павла Скоропадського. Проєкт передбачав будівництво урядового центру і лінії метро у районі Звіринця. З інтерв'ю міністра уряду інженера Чубинського (1917 рік):
| «Земля Звіринця у Києві загалом, де повинні провести метрополітен, найбільш підходить до цього будівництва. Київ стоїть на горах і рівнинах, які зробила сама природа, і метрополітен, що виходить із тунелю-пагорба і знов заглиблюється в тунель, буде перевозити всіх і все з Бесарабки на Деміївку, із Звіринця на Лук'янівку, з Набережної чи Прорізної на Задніпровські Слободки» (газета «Відродження»). |
Громадянська війна, НЕП, репресії 1932—1933 років (Голодомор), Друга світова війна зупинили процеси планування і реалізації метрополітену в столиці України. І тільки 5 серпня 1944 року Постановою Ради народних комісарів СРСР передбачалося розпочати розвідувальні роботи, скласти технічний проєкт та генеральний кошторис спорудження Київського метрополітену. Наркомат фінансів СРСР виділив УРСР один мільйон рублів на проєктно-пошукові роботи.
У квітні 1949 року наказом Міністерства шляхів сполучення було створено Київметробуд. Першу чергу Святошино-Броварської лінії здали в експлуатацію у 1960-ті роки.
У Радянському Союзі лише дві республіки мали метрополітени не лише у столиці — УРСР та РРФСР.

## Сучасні метрополітени України
6 листопада 1960 року почав діяти Київський метрополітен, 23 серпня 1975 року — Харківський метрополітен, 26 грудня 1986 року — Криворізьке метро (скорочено від «метротрамвай»), 29 грудня 1995 року — Дніпровський метрополітен.
В Україні у 1985 році метрополітеном було перевезено 603 млн осіб, у 1990 році — 678 млн осіб, 1991 році — 595 млн осіб.
За часи УРСР в Україні було відкрито 52 станції метро. У незалежній Україні починаючи з 1991 року було відкрито ще 36 станцій, у тому числі коли було відкрито четвертий метрополітен України у місті Дніпро.
| Міста      | Логотип | Дата відкриття   | Кількість ліній | Кількість станцій | Довжина, км |
| ---------- | ------- | ---------------- | --------------- | ----------------- | ----------- |
| Київ       |         | 6 листопада 1960 | 3               | 52                | 67,6        |
| Харків     |         | 23 серпня 1975   | 3               | 30                | 38          |
| Кривий Ріг |         | 26 грудня 1986   | 2               | 11                | 18          |
| Дніпро     |         | 29 грудня 1995   | 1               | 6                 | 7           |

## Нереалізовані проєкти
- Донецький метрополітен
- Запорізький метрополітен
- Одеський метрополітен
- Львівський метрополітен

Тривало будівництво метрополітену в Донецьку, але через брак фінансування воно було зупинено. Окрім того, неодноразово виникали питання його доцільності.
Наразі будівництво в Одесі двох ліній метро протяжністю 38 кілометрів входило в містобудівні плани до 2022 року.
Також раніше планувалося побудувати систему метрополітену (або ж метротраму) в Запоріжжі та Львові.

## Рухомий склад

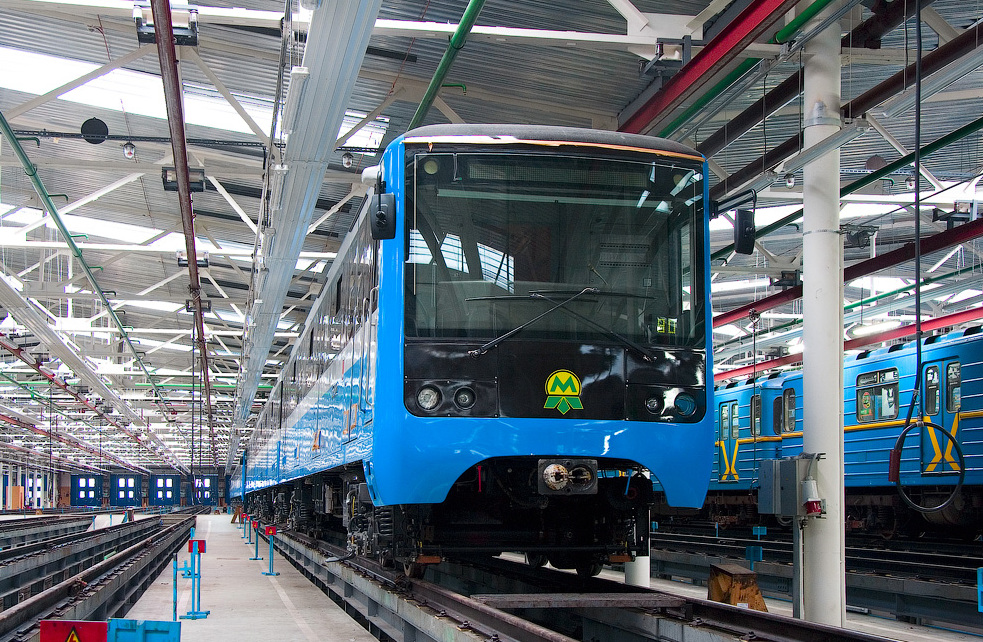
Рухомий склад вагонів типу 81-7036/7037

| Місто      | Тип моделі                  | Фото |
| ---------- | --------------------------- | ---- |
| Київ       | Е-КМ                        |      |
| Київ       | Еж                          |      |
| Київ       | 81-717/714                  |      |
| Київ       | «Славутич»                  |      |
| Київ       | 81-7021/7022                |      |
| Київ       | 81-7036/7037                |      |
| Харків     | 81-717/714                  |      |
| Харків     | Еж3                         |      |
| Харків     | 81-7036/7037                |      |
| Харків     | модернізація Еж3 (81-710.1) |      |
| Кривий Ріг | Tatra T3, T3SU              |      |
| Кривий Ріг | Tatra KT3UA                 |      |
| Дніпро     | 81-717/714                  |      |